# فرودگاه وروتسواف کوپرنیکوس
فرودگاه وورکلاو کوپرنیکوس (به انگلیسی: Copernicus Airport Wrocław) (به زبان بومی: Port Lotniczy Wrocław im. Mikołaja Kopernika) یک فرودگاه همگانی مسافربری با کد یاتا WRO است که یک باند فرود بتن و آسفالت دارد و طول باند آن ۲۵۰۰ متر است. این فرودگاه در شهر وروتسواف کشور لهستان قرار دارد و در ارتفاع ۱۲۳ متری از سطح دریا واقع شده‌است.

## شرکت‌های هواپیمایی و مقصدهای پروازی

### مسافری
| شرکت‌های هواپیمایی                                          | مقصدهای پروازی |
| ---------------------------------------------------------- | --- |
| ایجین ایرلاینز                                             | چارتر فصلی: کورفو، رود |
| بلغاریا ایر                                                | چارتر فصلی: بورگاس، |
| بلغارین ایر چارتر                                          | چارتر فصلی: بورگاس، وارنا |
| کرندون ایرلاینز                                            | چارتر فصلی: آنتالیا، ارجان |
| انتر ایر                                                   | چارتر فصلی: اگادیر المسیره، آنتالیا، بارسلونا-ال پرات، میلاس-بودروم، بورگاس، خانیا، کورفو، دوبروونیک، النفیضه حمامات، فارو، فوئرته‌ونتورا، کریستیانو رونالدو، گرن کناریا، هراکلین، غردقه، کالاماتا، جزیره کوس، مالاگا، مرسی عالم، منستیر – حبیب بورقیبه، پالرمو، پالما د مایورکا، فرنسیسکو جسا کارنئیرو، سالونیک، مادر ترزای تیرانا، شرم‌الشیخ، وارنا، زاکینثوس |
| یورو وینگز                                                 | دوسلدورف |
| FlyEgypt                                                   | چارتر فصلی: غردقه، |
| لوت پولیش ایرلاینز                                         | شوپن ورشو، بن گوریون |
| لوفت‌هانزا                                                  | فرانکفورت، مونیخ |
| لوفت‌هانزا رجینال اجرا توسط لوفت‌هانزا سیتی‌لاین              | مونیخ |
| نوول‌ایر                                                    | چارتر فصلی: میلاس-بودروم، النفیضه حمامات، منستیر – حبیب بورقیبه |
| پگاسوس ایرلاینز                                            | چارتر فصلی: آنتالیا |
| رایان‌ایر                                                   | باووایس-تیلی، بلفاست، اوریو آل سریو، بلوونی گوگلیلمو مارکونی، بریستول، بروکسل جنوب شرلروآ (آغاز از ۳۱ اکتبر ۲۰۱۷)، کرک، دوبلین، ایست میدلند، ادینبرو (آغاز از ۲۹ اکتبر ۲۰۱۷)، گدایسک لخ والسا (آغاز از ۳۱ اکتبر ۲۰۱۷)، گلاسگو، لیدز برادفورد (آغاز از ۳۰ اکتبر ۲۰۱۷)، لیسبون پورتلا، جان لنون لیورپول، استانستد لندن، مادرید-باراخاس، مالت، منچستر، ناپل (آغاز از ۳۰ اکتبر ۲۰۱۷)، نیوکاسل، پالرمو (آغاز از ۳۱ اکتبر ۲۰۱۷)، پالما د مایورکا، چمپینو، رم، سندفیورد، تورپ (آغاز از ۳۰ اکتبر ۲۰۱۷)، شنن، تنریف جنوبی، شوپن ورشو فصلی: آلیکانته-الچه، خانیا، جیرونا-کاستا براوا، مالاگا، ترویزو |
| هواپیمایی اسکاندیناوی                                      | کپنهاگ |
| اسمال پلنت ایرلاینز                                        | چارتر فصلی: اگادیر المسیره، بورگاس، کورفو، هراکلین، پالما د مایورکا، پافوس، رییکا، رود، سالونیک، زاکینثوس |
| سوئیس اینترنشنال ایرلاینز اجرا توسط سوئیس گلوبال ایر لاینز | زوریخ (آغاز از ۲۹ اکتبر ۲۰۱۷) |
| تراول سرویس ایرلاینز                                       | چارتر فصلی: آنتالیا، بورگاس، کورفو، دالامان، فوئرته‌ونتورا، کریستیانو رونالدو، عدنان مندرس، جزیره کوس، لانزاروته، مالت، پافوس، پالما د مایورکا |
| ویز ایر                                                    | اگادیر المسیره (آغاز از ۲ نوامبر ۲۰۱۷), بیرمنگام، دونکاستر شفیلد رابین‌هود، دورتموند، آیندهوون، کیف ژولیانی، لوتن لندن، لیو دانیلو هالیتسکی، کفلاویک، سندفیورد، تورپ، استکهلم-اسکاوستا |

### باری
| شرکت‌های هواپیمایی                       | مقصدهای پروازی                      |
| --------------------------------------- | ----------------------------------- |
| آمازون اجرا توسط ای‌اس‌ال ایرلاینز ایرلند | کاسل کالدن، دونکاستر شفیلد رابین‌هود |
| SprintAir                               | شوپن ورشو                           |